# Apostasia nuda
Apostasia nuda é uma espécie de orquídea terrestre, família Orchidaceae, que habita o Sudeste Asiático à Borneu, Java e Sumatra.